# 刘沧龙
刘沧龙（1955年2月—），四川什邡人，中华人民共和国政治人物。刘汉堂兄。
1972年，供职于四川省什邡县民主榨油厂，1978年任厂长。1979年7月创办民主磷肥厂。1992年1月至1993年12月，任四川省宏达联合化工总厂厂长；1994年1月至1999年5月，任四川宏达化工股份有限公司董事长兼总经理；1999年6月任四川宏达集团董事长。四川省工商联副主席。